# Farväl till släkt och vänner
"Farväl till släkt och vänner" är en sång skriven av Björn Afzelius och inspelad av honom på albumet Elsinore 1999, strax före hans död den 16 februari samma år. Den handlar om hur "småsaker" ofta blir stora skandaler i media medan allvarligare samhällsproblem som alkoholism och misshandel ofta tonas ned.
Låten låg på Svensktoppen i elva månader. Den testades för Svensktoppen, där den gick in den 5 juni 1999 på tredje plats, och veckan därpå nåddes förstaplatsen. I slutet av 1999 växlade "Farväl till släkt och vänner" och Vikingarnas "Våran lilla hemlighet" mellan första och andra plats. Den 6 maj år 2000 låg låten på listan för sista gången, då på sjunde plats.
Dansbandet Chinox spelade 2004 in låten på sitt album med låtens titel.